# إقدار الشمالية (إقدار)
إقدار الشمالية هي إحدى مشيخات المملكة المغربية، تتبع جغرافيا لإقليم الحاجب وإداريًا لإقدار. يقدر عدد سكانها بـ 6147 نسمة حسب الإحصاء الرسمي للسكان والسكنى لسنة 2004.